# Tuc de Montanèro
El Tuc de Montanèro es una montaña de los Pirineos de 2581 metros, situada en la comarca del Valle de Arán (provincia de Lérida).

## Descripción
Entre el Tuc de Montanèro y el Tuc del puerto de Viella (2605 metros) está el paso del Puerto de Viella (2444 metros) que antes de la construcción del Túnel de Viella (1948) era la vía de comunicación natural entre las comarcas del valle de Aran y la Ribagorza. Actualmente el camino del Puerto de Viella forma parte del GR-211-5 y es utilizado por excursionistas.
El Tuc de Montanèro se encuentra en el límite de las cuencas hidrográficas del río Garona (vertiente Atlántica) y el río Ebro (vertiente Mediterránea).